# Белошампиньон румянящийся
Белошампиньон румянящийся (лат. Leucoagaricus leucothites) — гриб семейства Шампиньоновые (Agaricaceae).

## Биологическое описание
Шляпка диаметром 3—10 см, толстая, мясистая, колокольчатая, затем выпукло распростёртая, беловатая, иногда в центре желтоватая, гладкая, матовая. Пластинки белые, широкие, с возрастом розоватые. 
Споровый порошок розоватый.
Споры 7—9,5 × 4,5—6 мкм, бесцветные, эллипсовидные. 
Ножка 5—10 × 1—1,5 (2) см, цилиндрическая или к основанию утолщённая, гладкая, шелковистая, с рыхлой сердцевиной, с узким неустойчивым кольцом.
Мякоть белая, с приятным грибным запахом.
Распространён широко. Встречается в смешанных лесах, на полянах, опушках, в садах, на полях и на пастбищах. Сезон июль—август. Съедобный гриб (желтеющая форма — несъедобна). Используют свежим.